# Paradisul îndrăgostiților
Paradisul îndrăgostiților (titlul original: în germană Wochenend im Paradies / Liebe im Finanzamt) este un film de comedie west-german, realizat în 1952 de regizorul Kurt Hoffmann, 
după piesa „Weekend im Paradies” de Franz Arnold și Ernst Bach, protagoniști fiind actorii Paul Dahlke, Carola Höhn, Christiane Jansen și Margaret Cargill.

## Rezumat
Funcționarul fiscal văduv Dittjen locuiește singur cu cele două fete ale sale, Olivia și Vicky. Își caută o nouă soție, dar vrea și să o căsătorească pe fiica sa mai mare, Olivia. Aceasta a preluat după moartea mamei treburile gospodăriei și are grijă de sora ei mai mică, Vicky. Olivia are o slăbiciune pentru teatru și scrie propriile piese de teatru și este logodită cu Bach, al doilea dramaturg de la Stadttheater. Bach ar dori să îi publice una dintre lucrările ei, dar nu are mijloacele materiale necesare. La rândul său, Dittjen plănuiește să se căsătorească cu doctorița Wilma Linde care are un cabinet dentar. Cu toate acestea, ea nu are idee despre sentimentele lui Dittjen pentru ea...

## Distribuție
- Paul Dahlke – Dittjen, consiliu de conducere
- Carola Höhn – dr. Wilma Linde
- Christiane Jansen – Olivia Dittjen
- Margaret Cargill – Vicky Dittjen
- Stig Roland – Otto Giersdorf
- Walter Giller – Ewald Bach
- Karin Jacobsen – blonda
- Carsta Löck – Adele Schild
- Hans Stiebner – August Badrian
- Hubert von Meyerinck – dl. de la recepție
- Harald Paulsen – fabricantul de limonadă
- Erich Ponto – unchiul lui Otto Giersdorf
- Udo Baustian – Hubs
- Helmuth M. Backhaus – comentatorul